# Sokół Ostróda
Sokół Ostróda – polski klub piłkarski z siedzibą w Ostródzie, założony w 1945. W sezonie 2025/2026 drużyna występuje w IV lidze, gr. warmińsko-mazurskiej.

## Sukcesy

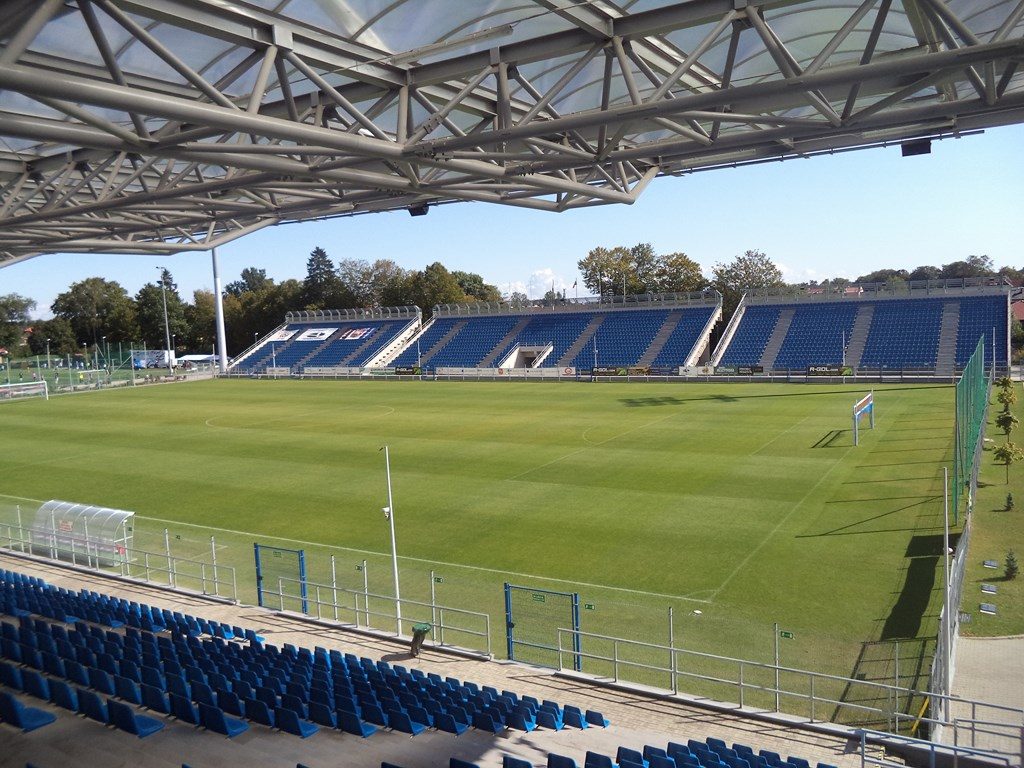
Stadion Miejski w Ostródzie

- Mistrzostwo III ligi (2): 2013/14[2] i 2019/20[3]
- Występy w II lidze (2): 2020/21[4] i 2021/22[5]
- Mistrzostwo IV ligi (1): 2011/12[6]
- 11.08.2012 – Po raz pierwszy w historii klub Sokół Ostróda doszedł do 1/16 finału Pucharu Polski (Sokół Ostróda 1:8 Jagiellonia Białystok)[7].
- 09.08.2017 – Po raz drugi w historii klub Sokół Ostróda doszedł do 1/16 finału Pucharu Polski (Sokół Ostróda 1:3 Górnik Zabrze)[8].

## Sezon po sezonie
| Sezon   | Liga                                                   | Pozycja | Punkty | Bramki | Uwagi |
| ------- | ------------------------------------------------------ | ------- | ------ | ------ | --- |
| 1998/99 | IV liga (grupa II makroregionu warszawsko-mazurskiego) | 17      | 27     | 29:67  | spadek |
| 1999/00 | Liga okręgowa (grupa Olsztyn)                          | 1       | 61     | 54:27  | awans |
| 2000/01 | IV liga (grupa warmińsko-mazurska)                     | 13      | 40     | 46:50  | spadek |
| 2001/02 | Liga okręgowa                                          |         |        |        | awans |
| 2002/03 | IV liga (grupa warmińsko-mazurska)                     | 2       | 67     | 47:26  | |
| 2003/04 | IV liga (grupa warmińsko-mazurska)                     | 4       | 66     | 63:34  | |
| 2004/05 | IV liga (grupa warmińsko-mazurska)                     | 13      | 42     | 52:40  | |
| 2005/06 | IV liga (grupa warmińsko-mazurska)                     | 9       | 45     | 50:36  | |
| 2006/07 | IV liga (grupa warmińsko-mazurska)                     | 7       | 40     | 34:41  | |
| 2007/08 | IV liga (grupa warmińsko-mazurska)                     | 10      | 40     | 44:38  | Reforma rozgrywek po sezonie.                                                                                       |
| 2008/09 | IV liga (grupa warmińsko-mazurska)                     | 4       | 69     | 105:43 | |
| 2009/10 | IV liga (grupa warmińsko-mazurska)                     | 8       | 46     | 46:41  | |
| 2010/11 | IV liga (grupa warmińsko-mazurska)                     | 12      | 40     | 38:37  | |
| 2011/12 | IV liga (grupa warmińsko-mazurska)                     | 1       | 72     | 91:32  | awans |
| 2012/13 | III liga (grupa podlasko-warmińsko-mazurska)           | 7       | 46     | 42:38  | |
| 2013/14 | III liga (grupa podlasko-warmińsko-mazurska)           | 1       | 74     | 80-32  | przegrane baraże o awans do II ligi                                                                                 |
| 2014/15 | III liga (grupa podlasko-warmińsko-mazurska)           | 4       | 65     | 62-33  | |
| 2015/16 | III liga (grupa podlasko-warmińsko-mazurska)           | 6       | 59     | 68-49  | |
| 2016/17 | III liga (grupa I)                                     | 6       | 54     | 53-39  | |
| 2017/18 | III liga (grupa I)                                     | 14      | 38     | 40-48  | |
| 2018/19 | III liga (grupa I)                                     | 5       | 56     | 54-52  | |
| 2019/20 | III liga (grupa I)                                     | 1       | 37     | 38-19  | awans |
| 2020/21 | II liga                                                | 11      | 46     | 50-56  | |
| 2021/22 | II liga                                                | 17      | 19     | 32-77  | spadek |
| 2022/23 | III liga (grupa I)                                     | 12      | 36     | 49-71  | Mimo utrzymania klub wycofał się rozgrywek po zakończeniu sezonu zostając tym samym zdegradowanym dwie klasy niżej. |
| 2023/24 | Liga okręgowa (grupa warmińsko-mazurska II)            | 2       | 74     | 93-31  | awans po barażach                                                                                                   |
| 2024/25 | IV liga (grupa warmińsko-mazurska)                     | 5       | 49     | 73-47  | |

| Oznaczenie kolorami |
| ------------------- |
| III poziom ligowy   |
| IV poziom ligowy    |
| V poziom ligowy     |
| VI poziom ligowy    |

## Stadion
Stadion Miejski w Ostródzie